# Max-Emanuel-Kapelle (Wasserburg am Inn)

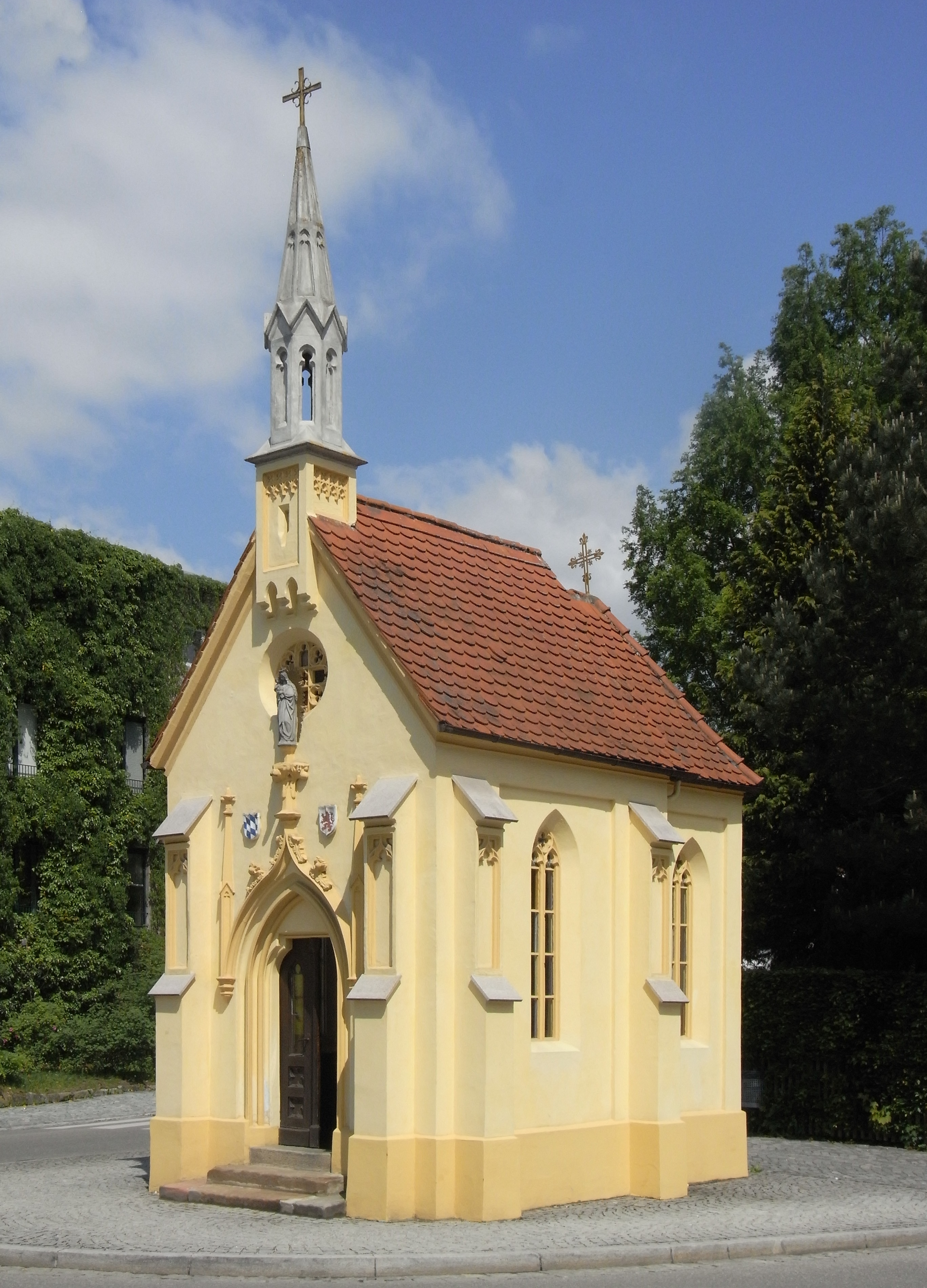
Max-Emanuel-Kapelle in Wasserburg am Inn

Innenraum

Die römisch-katholische Max-Emanuel-Kapelle steht in Wasserburg am Inn im oberbayerischen Landkreis Rosenheim. Sie ist in der Liste der Baudenkmäler in Wasserburg am Inn unter der Nr. D-1-87-182-147 eingetragen. Die Kapelle gehört zum Dekanat Rosenheim im Erzbistum München und Freising.

## Beschreibung
Die 1716 zum Gedenken an Kurfürst Max Emanuel gebaute Kapelle wurde 1786 bei einem Brand zerstört und 1862 im neogotischen Stil erneuert. Die von Strebepfeilern gestützte Kapelle besteht aus dem kurzen Schiff und dem dreiseitig geschlossenen Chor im Norden. Über dem Giebel der Fassade im Süden, in der sich das Portal befindet, erhebt sich ein Dachreiter. Der Innenraum ist mit einem Kreuzrippengewölbe überspannt.
Im Jahr 2025 wurde eine umfangreiche Sanierung der Kapelle erforderlich. Unter anderem musste der aus Spritzgussbeton bestehende Dachreiter im März abgenommen werden, um ihn zu einem Spezialbetrieb in Mühlhausen in Thüringen zu bringen.